# Zbór Kościoła Zielonoświątkowego „Dobra Nowina” w Białymstoku
Zbór Kościoła Zielonoświątkowego „Dobra Nowina” w Białymstoku – zbór Kościoła Zielonoświątkowego w RP znajdujący się w Białymstoku. Pod względem administracyjnym należy do okręgu północnego. Posiada własną kaplicę przy ul. Kraszewskiego 37, początkowo był prowadzony przez brazylijskich misjonarzy.

## Historia
Wspólnota powstała dzięki działalności ewangelizacyjnej zapoczątkowanej w Białymstoku przez brazylijskiego misjonarza Jailsona da Silvę w 1993. W wyniku szybkiego rozwoju, 4 marca 1994 została ona zarejestrowana jako zbór, skupiając wówczas około 40 wiernych. Nabożeństwa prowadzone były w wynajmowanych lokalach, które często ulegały zmianie. Była to między innymi sala zlokalizowana przy basenie mieszczącym się przy ul. Włókienniczej, czy lokale przy ul. Nowogródzkiej i przy ul. Zwycięstwa, natomiast najdłużej zbór spotykał się w Klubie „Mikron” przy ul. Ciepłej 15. 16 grudnia 1994 dokonano zakupu działki przy ulicy Kraszewskiego 37 pod budowę własnego obiektu.
Prowadzona była ożywiona działalność ewangelizacyjna, w wyniku czego powstała związana ze zborem grupa wiernych w Łapach, a następnie kolejne w Ełku i Choroszczy. Zbór angażował się w misję namiotową „All For Jesus Missions”, prowadzoną przez angielskiego misjonarza Dave’a Orange’a. W latach 1994–2002 miało miejsce 10 ewangelizacji namiotowych, które odbywały się zarówno w Białymstoku, jak i w Ełku, Łapach i Grajewie.
12 grudnia 1995 pastorem wspólnoty został Jeremias Souza. W 1996 została rozpoczęta praca misyjna w celu powołania nowego zboru w Grajewie, a w 2013 zbór wysłał tam rodzinę misjonarzy, w wyniku czego w 2014 tamtejsza społeczność zielonoświątkowa skupiała już 15 członków, a w październiku 2015 usamodzielniła się jako zbór „Kościół Dla Grajewa”. 
Zbór prowadził działalność wydawniczą, w 1997 roku wydał broszurę napisaną przez Wadzima Budnika, jednego z członków zboru, zatytułowaną „Czy jestem zbawiony? Teraz wiem”.
Do 1997 powstał parter budynku nowej siedziby, gdzie w prowizorycznych warunkach zaczęły być prowadzone spotkania wspólnoty. W kolejnych latach kontynuowano pracę nad budową głównej sali nabożeństw, która została uruchomiona 15 listopada 2001. We wrześniu 2005 stanowisko pastora zboru objął Krzysztofowi Flasza.
Na koniec 2010 zbór skupiał 181 wiernych, w tym 76 ochrzczonych członków.

## Działalność
Nabożeństwa prowadzone są przy ul. Kraszewskiego 37. Poza nabożeństwami niedzielnymi odbywają się również piątkowe spotkania modlitewne.
Odbywają się zajęcia szkółki niedzielnej i Kursy Alpha, spotkania klubu dla dzieci „Kidz Klub”, grupy młodzieżowej „Ekipa Młodzieżowa” oraz spotkania dla kobiet. Działa służba uwielbienia oraz Chrześcijański Klub Motocyklowy „Boanerges”.
Przy zborze istnieje Służba Miłosierdzia, zajmująca się świadczeniem pomocy charytatywnej, w tym żywnościowej. Funkcjonuje także Stowarzyszenie „Opreacja Freedom”, które prowadzi działalność w celu przeciwdziałaniu alkoholizmowi i narkomanii, głównie pośród dzieci i młodzieży.
Każdego roku w trakcie jesieni mają miejsce spotkania z cyklu „Boże zastępów spraw nam odnowę!”. Zbór wspiera działalność Kościoła Ulicznego, jak również powstały w wyniku działalności misyjnej wspólnoty zbór „Kościół Dla Grajewa”. Praca misyjna prowadzona jest również przez działalność kawiarenki „Freedom Cafe”, która uruchamiana jest podczas plenerowych imprez masowych.